# Bahnstrecke Aachen–Maastricht
| |                                                                    |                                                             |                                                             |
| Streckennummer (DB): | 2545                                                               |                                                             |                                                             |
| Kursbuchstrecke (DB): | zuletzt 451 (1992)                                                 |                                                             |                                                             |
| Kursbuchstrecke: | 245h (1946) 245 (Aachen West – Aachen Hbf 1946)                    |                                                             |                                                             |
| Streckenlänge: | 36,5 km                                                            |                                                             |                                                             |
| Spurweite: | 1435 mm (Normalspur)                                               |                                                             |                                                             |
| Stromsystem: | Schin op Geul–Maastricht: 1,5 kV =                                 |                                                             |                                                             |
| Streckengeschwindigkeit: | Schin op Geul–Maastricht: 100 km/h Vetschau–Schin op Geul: 40 km/h |                                                             |                                                             |
| Zweigleisigkeit: | Wijlre-Gulpen–Maastricht                                           |                                                             |                                                             |
| |                                                                    |                                                             |                                                             |
| \| \| \| Strecke von Hasselt (seit 1858) \| \| \| \| 36,5 \| Maastricht \| Maastricht \| \| \| \| Strecke von Venlo \| \| \| \| 34,9 \| Limmel \| Limmel \| \| \| 34,1 \| Maastricht Noord \| Maastricht Noord \| \| \| 33,9 \| Marienwarth \| Marienwarth \| \| \| \| Rijksweg 2 \| \| \| \| 32,7 \| Rothem \| Rothem \| \| \| 29,9 \| Meerssen \| Meerssen \| \| \| \| Rijksweg 79 \| \| \| \| 29,5 \| Vroenhof \| Vroenhof \| \| \| 28,0 \| Houthem-St. Gerlach \| Houthem-St. Gerlach \| \| \| \| ehem. von Löwenbrauerei in Plenkert \| \| \| \| 25,0 \| Valkenburg aan de Geul \| Valkenburg aan de Geul \| \| \| 23,5 \| Alt-Valkenburg \| Alt-Valkenburg \| \| \| \| Strecke von Heerlen (seit 1914) \| \| \| \| 22,0 \| Schin op Geul Beginn ZLSM-Museumsbahn (seit 1995) \| Schin op Geul Beginn ZLSM-Museumsbahn (seit 1995) \| \| \| 18,5 \| Wijlre-Gulpen \| Wijlre-Gulpen \| \| \| 16,5 \| Eijs-Wittem \| Eijs-Wittem \| \| \| 12,5 \| Simpelveld \| Simpelveld \| \| \| \| \| \| \| \| \| Strecke von Schaesberg (1934–1988), Museumsbahn (seit 1995) \| \| \| \| \| \| \| \| \| 9,8 \| Bocholtz (seit 2000) \| Bocholtz (seit 2000) \| \| \| 9,1 \| Bocholtz (1890–1944) \| Bocholtz (1890–1944) \| \| \| 8,5 \| Grenze zwischen Deutschland und den Niederlanden \| Grenze zwischen Deutschland und den Niederlanden \| \| \| \| Via Avantis (geplant) \| \| \| \| 7,1 \| Vetschau Ende ZLSM-Museumsbahn (seit 1995) \| Vetschau Ende ZLSM-Museumsbahn (seit 1995) \| \| \| \| ab hier Gleise abgebaut \| \| \| \| \| ehem. von Grube Carl-Friedrich (1903–1927) \| \| \| \| \| Strecke von Mönchengladbach \| \| \| \| \| A 4 \| \| \| \| 5,8 \| Richterich (Üst, ehem. Bf) \| Richterich (Üst, ehem. Bf) \| \| \| \| Aachen West Esig \| \| \| \| \| ehem. Trasse geradlinig \| \| \| \| 2,9 \| Aachen West \| Aachen West \| \| \| \| Aachen Templerbend (Inselbahnhof, bis 1910) \| \| \| \| \| Montzenroute nach Tongeren (niveaufrei) \| \| \| \| 1,6 \| Aachen Schanz (seit 2004) \| Aachen Schanz (seit 2004) \| \| \| 0,0 \| Aachen Marschiertor (Inselbahnhof, bis 1905) \| Aachen Marschiertor (Inselbahnhof, bis 1905) \| \| \| \| Strecke von Lüttich \| \| \| \| \| Aachen Hbf (seit 1905) \| \| \| \| \| Strecke nach Köln \| \| \| \| \| \| \| \| Quellen: [1][2] \| \| \| \| |                                                                    |                                                             |                                                             |
| Strecke |                                                                    | Strecke von Hasselt (seit 1858)                             | Strecke von Hasselt (seit 1858)                             |
| Bahnhof | 36,5                                                               | Maastricht                                                  | Maastricht                                                  |
| Abzweig geradeaus und nach links |                                                                    | Strecke von Venlo                                           | Strecke von Venlo                                           |
| ehemaliger Haltepunkt / Haltestelle | 34,9                                                               | Limmel                                                      | Limmel                                                      |
| Bahnhof | 34,1                                                               | Maastricht Noord                                            | Maastricht Noord                                            |
| ehemaliger Haltepunkt / Haltestelle | 33,9                                                               | Marienwarth                                                 | Marienwarth                                                 |
| Strecke mit Straßenbrücke |                                                                    | Rijksweg 2                                                  | Rijksweg 2                                                  |
| ehemaliger Haltepunkt / Haltestelle | 32,7                                                               | Rothem                                                      | Rothem                                                      |
| Bahnhof | 29,9                                                               | Meerssen                                                    | Meerssen                                                    |
| Strecke mit Straßenbrücke |                                                                    | Rijksweg 79                                                 | Rijksweg 79                                                 |
| ehemaliger Haltepunkt / Haltestelle | 29,5                                                               | Vroenhof                                                    | Vroenhof                                                    |
| ehemaliger Haltepunkt / Haltestelle | 28,0                                                               | Houthem-St. Gerlach                                         | Houthem-St. Gerlach                                         |
| Abzweig geradeaus und ehemals von links |                                                                    | ehem. von Löwenbrauerei in Plenkert                         | ehem. von Löwenbrauerei in Plenkert                         |
| Bahnhof | 25,0                                                               | Valkenburg aan de Geul                                      | Valkenburg aan de Geul                                      |
| ehemaliger Haltepunkt / Haltestelle | 23,5                                                               | Alt-Valkenburg                                              | Alt-Valkenburg                                              |
| Abzweig geradeaus und nach links |                                                                    | Strecke von Heerlen (seit 1914)                             | Strecke von Heerlen (seit 1914)                             |
| Bahnhof | 22,0                                                               | Schin op Geul Beginn ZLSM-Museumsbahn (seit 1995)           | Schin op Geul Beginn ZLSM-Museumsbahn (seit 1995)           |
| Bahnhof | 18,5                                                               | Wijlre-Gulpen                                               | Wijlre-Gulpen                                               |
| Haltepunkt / Haltestelle | 16,5                                                               | Eijs-Wittem                                                 | Eijs-Wittem                                                 |
| Bahnhof | 12,5                                                               | Simpelveld                                                  | Simpelveld                                                  |
| |                                                                    |                                                             |                                                             |
| Abzweig geradeaus und nach links |                                                                    | Strecke von Schaesberg (1934–1988), Museumsbahn (seit 1995) | Strecke von Schaesberg (1934–1988), Museumsbahn (seit 1995) |
| |                                                                    |                                                             |                                                             |
| Haltepunkt / Haltestelle | 9,8                                                                | Bocholtz (seit 2000)                                        | Bocholtz (seit 2000)                                        |
| ehemaliger Bahnhof | 9,1                                                                | Bocholtz (1890–1944)                                        | Bocholtz (1890–1944)                                        |
| Grenze | 8,5                                                                | Grenze zwischen Deutschland und den Niederlanden            | Grenze zwischen Deutschland und den Niederlanden            |
| Abzweig geradeaus und ehemals von links |                                                                    | Via Avantis (geplant)                                       | Via Avantis (geplant)                                       |
| Haltepunkt / Haltestelle Strecke ab hier außer Betrieb | 7,1                                                                | Vetschau Ende ZLSM-Museumsbahn (seit 1995)                  | Vetschau Ende ZLSM-Museumsbahn (seit 1995)                  |
| |                                                                    | ab hier Gleise abgebaut                                     |                                                             |
| Abzweig geradeaus und von rechts (Strecke außer Betrieb) |                                                                    | ehem. von Grube Carl-Friedrich (1903–1927)                  | ehem. von Grube Carl-Friedrich (1903–1927)                  |
| Abzweig ehemals geradeaus und von links |                                                                    | Strecke von Mönchengladbach                                 | Strecke von Mönchengladbach                                 |
| Strecke mit Straßenbrücke |                                                                    | A 4                                                         | A 4                                                         |
| Überleitstelle / Spurwechsel | 5,8                                                                | Richterich (Üst, ehem. Bf)                                  | Richterich (Üst, ehem. Bf)                                  |
| Blockstelle |                                                                    | Aachen West Esig                                            | Aachen West Esig                                            |
| Verschwenkung von links · Verschwenkung von rechts (Strecke außer Betrieb) |                                                                    | ehem. Trasse geradlinig                                     | ehem. Trasse geradlinig                                     |
| Bahnhof · Strecke (außer Betrieb) | 2,9                                                                | Aachen West                                                 | Aachen West                                                 |
| Strecke · Bahnhof (Strecke außer Betrieb) |                                                                    | Aachen Templerbend (Inselbahnhof, bis 1910)                 | Aachen Templerbend (Inselbahnhof, bis 1910)                 |
| Strecke nach rechts und von halblinks · Verschwenkung von rechts und ehemals von links |                                                                    | Montzenroute nach Tongeren (niveaufrei)                     | Montzenroute nach Tongeren (niveaufrei)                     |
| Haltepunkt / Haltestelle | 1,6                                                                | Aachen Schanz (seit 2004)                                   | Aachen Schanz (seit 2004)                                   |
| ehemaliger Bahnhof | 0,0                                                                | Aachen Marschiertor (Inselbahnhof, bis 1905)                | Aachen Marschiertor (Inselbahnhof, bis 1905)                |
| Abzweig geradeaus und von rechts |                                                                    | Strecke von Lüttich                                         | Strecke von Lüttich                                         |
| Bahnhof |                                                                    | Aachen Hbf (seit 1905)                                      | Aachen Hbf (seit 1905)                                      |
| Strecke |                                                                    | Strecke nach Köln                                           | Strecke nach Köln                                           |
| |                                                                    |                                                             |                                                             |
| Quellen: |                                                                    |                                                             |                                                             |

Die Bahnstrecke Aachen–Maastricht ist eine Eisenbahnstrecke zwischen Aachen und Maastricht. Sie wurde 1853 von der preußischen Aachen-Maastrichter Eisenbahn-Gesellschaft (AMEG) und ihrer gleichnamigen niederländischen Schwestergesellschaft Aken-Maastrichtsche Spoorweg-Maatschappij (AMSM) eröffnet. Sie war die erste niederländische Strecke, die ins Ausland führte und neben dem Personenverkehr auch dem Güterverkehr diente: Bauern und Produktionsbetriebe ließen ihre Güter transportieren; außerdem ließen die umliegenden Zechen des Aachen-Limburger Reviers die geförderte Steinkohle zu ihren Bestimmungsorten transportieren.
Über diese neue Bahnstrecke entstanden im Laufe der Jahre Verbindungen sowohl an das bereits gut ausgebaute belgische und französische Eisenbahnnetz als auch an das Netz der Rheinischen Eisenbahn-Gesellschaft und der Königlichen Direktion der Aachen-Düsseldorf-Ruhrorter Eisenbahn bzw. ihrer Nachfolgeorganisation, der Bergisch-Märkischen Eisenbahn-Gesellschaft.
Die Strecke wurde 1992 teilweise stillgelegt und abgebaut. Bahnverkehr zwischen Aachen und Maastricht erfolgt seitdem über die Verbindung Sittard–Herzogenrath. Seit Anfang 2019 verkehrt der Regionalexpress LIMAX zwischen den beiden Städten.
Ein Teil der alten Strecke wird seit 1995 von der Museumsbahn Zuid-Limburgse Stoomtrein Maatschappij genutzt.

## Geschichte

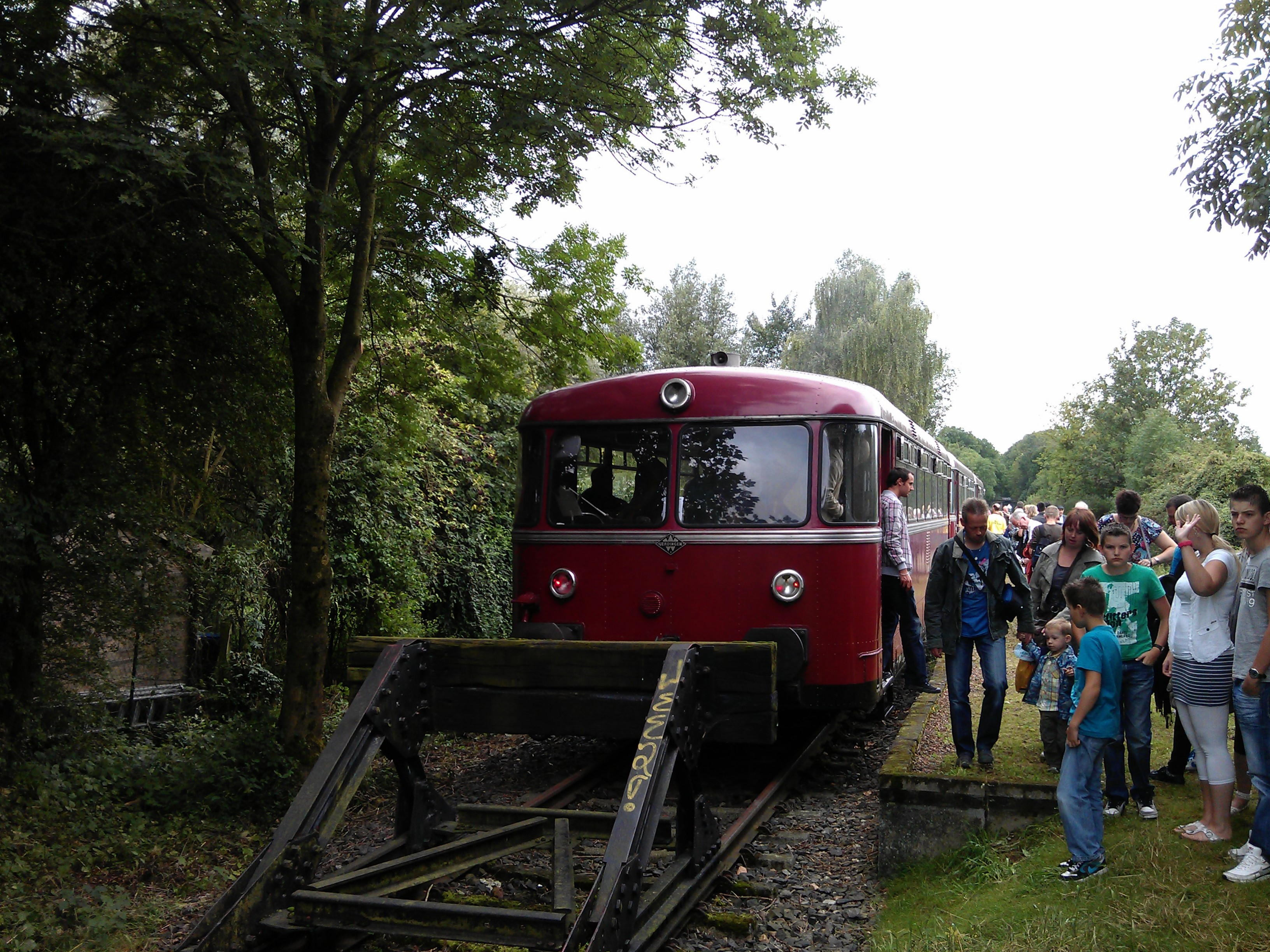
Heutiger Endpunkt der Bahnstrecke (2011)

Die ersten Pläne zum Bau einer Eisenbahnverbindung zwischen Aachen und dem Hafen von Antwerpen über Maastricht und Hasselt (Belgien) waren 1831 von James Cockerill der Öffentlichkeit vorgestellt worden. Diese wurden jedoch zunächst abgelehnt, da man vermutete, dass sich Cockerill durch den Streckenverlauf persönliche Vorteile verschaffen wollte, weil er selbst Besitzer zahlreicher Kohlegruben in der niederländischen Provinz Limburg war. Zugleich gab es auf niederländischer Seite ähnliche Überlegungen, die aber erst nach der Londoner Konferenz von 1838/1839 konkreter wurden. Unter Leitung von Winand Clermont und Petrus Regout wurde daraufhin eine Kommission zu dem Zweck gegründet, die Bahnverbindung nach Aachen umzusetzen. Trotz Unterstützung des Königlichen Kommissars und des niederländischen Königs Willem II. selbst wurde der Plan von den Generalstaaten vorerst abgelehnt.
Erst durch den persönlichen Einsatz von David Hansemann fünf Jahre nach dem Tod von Cockerill wurden 1843 die Pläne sowohl in Deutschland als auch in den Niederlanden erneut aufgegriffen und die Streckenplanung konkretisiert. Zu diesem Zweck wurden am 14./15. Juli 1845 die beiden Betreibergesellschaften Aachen-Maastrichter Eisenbahn-Gesellschaft und Aken-Maastrichtsche Spoorweg-Maatschappij gegründet, die die Konzession für den Bau der Strecke erhielten, der von privaten Investoren aus beiden Ländern finanziert werden sollte. Zugleich erteilte der preußische König Wilhelm I. der Betreibergesellschaft die Nutzungsrechte an dem Steinkohlenbergwerk Domaniale Mijn in Kerkrade für 99 Jahre, wodurch die Lieferung der benötigten Kohle für die Lokomotiven gesichert war. Schließlich konnte die Bahnlinie Aachen-Maastricht am 23. Oktober 1853 feierlich eröffnet werden.
Nachdem bereits wenige Jahre später die AMEG in finanzielle Schwierigkeiten geraten war, wurde am 1. August 1867 das Streckennetz an die Grand Central Belge verpachtet, die ihrerseits 1897 verstaatlicht wurde. Ein Jahr später wurden der niederländische Streckenabschnitt von der niederländischen Staatsbahn und der deutsche Teil von der preußischen Eisenbahnverwaltung übernommen. Die preußische Betreibergesellschaft AMEG verschmolz daraufhin mit der Domaniale Mijn, wogegen ihre niederländische Schwestergesellschaft AMSM noch längere Zeit bestand und erst 1921 in Liquidation geriet und 1924 ebenfalls vom Staat übernommen wurde.
Die Niederländischen Staatsbahnen führten als erstes europäisches Land bereits kurz nach dem Zweiten Weltkrieg in großem Maßstab Taktfahrpläne im Nah- und Fernverkehr ein. Mit dem Konzept Spoorslag ’70 wurde ab 1970 generell überall mindestens im Stundentakt gefahren, außerdem kam als neues Produkt der in Deutschland damals noch unbekannte Intercity hinzu, so zwischen Zandvoort aan Zee (Amsterdam) und Maastricht bzw. Heerlen die Linie D.
Innerhalb der Niederlande verkehrten in den 1980er-Jahren samstags während der Sommerferien spezielle (als Valkenburg Expres bezeichnete) Direktzüge von Amsterdam, Den Haag und Zwolle nach Valkenburg, welches für das Land eine erhebliche touristische Bedeutung hat. Die Valkenburg-Expresse bestanden teilweise aus regulären Intercity-Zügen der Linie Zandvoort – Amsterdam – Eindhoven – Maastricht, die an Feriensamstagen bis Valkenburg (und zurück) weitergeführt wurden, anderen Teils aber auch aus speziellen Zugläufen, die nur an diesen Tagen und außerhalb der üblichen festen Taktzeiten verkehrten und dabei teilweise sogar auf regulären IC-Haltebahnhöfen wie 's-Hertogenbosch, Weert, Roermond oder Sittard ohne Halt durchfuhren. So sah der Fahrplan 1985 beispielsweise fünf verlängerte IC's und drei Spezialzüge von und nach Valkenburg vor, davon manche über Heerlen statt Maastricht. 1993 wurden keine IC's mehr verlängert, doch gab es immer noch drei Spezialzüge, alle über Maastricht.
Nachdem auf Grund des Zechensterbens ab den 1960er-Jahren der Güterverkehr zunehmend zurückgegangen war, wurde mit Ablauf des 30. Mai 1992 die bis dahin täglich alle zwei Stunden befahrene Bahnstrecke Aachen–Maastricht offiziell stillgelegt (die internationale Verknüpfung Aachen – Niederlande wurde zum Folgetag auf die immer noch im Güterverkehr benutzte Strecke Herzogenrath–Heerlen verlagert), und nur der Abschnitt von Schin op Geul nach Maastricht blieb für die Verbindung Heerlen–Maastricht erhalten. Seit 1949 ist die gesamte Verbindung Heerlen–Maastricht durchgehend elektrifiziert. Zwischen 2007 und 2016 wurde sie von der Veolia Transport Nederland betrieben. Seit dem Fahrplanwechsel im Dezember 2016 betreibt Arriva die Stop- und Sneltreins auf der Strecke. Die 1988 gegründete Zuid-Limburgse Stoomtrein Maatschappij (ZLSM) übernahm ebenfalls einen Teil der ehemaligen Strecke und reaktivierte zunächst den Abschnitt von Vetschau nach Simpelveld und ab 2007 wieder bis Valkenburg. Daraufhin konnte ab 1995 zwischen dem Haltepunkt Vetschau und Simpelveld eine neu eingerichtete Museumsbahn verkehren. Die stillgelegten Gleise auf deutscher Seite zwischen Vetschau und der Abzweigung bei Richterich wurden abgebaut.
Sowohl auf niederländischer als auch auf deutscher Seite gab es Planungen, eine neue direkte Verbindung zwischen Aachen und Maastricht unter Einbeziehung des auf ehemaligem Gelände des Aachener Westbahnhofs gelegenen RWTH-Campus West und des Gewerbegebietes Avantis sowie eventuell über Kerkrade-Centrum und von dort über die alte Millionenlinie nach Simpelveld herzustellen. Die Pläne dazu sind jedoch über reine Absichtserklärungen nicht hinausgekommen, da sich die Reaktivierung des stillgelegten Abschnitt zwischen Richterich und Vetschau als sehr schwierig gestaltet. Seit 2018 favorisiert die niederländische Seite den Ausbau der Bahnstrecke Sittard–Herzogenrath und die Provinz Limburg kürzte 2019 die Finanzmittel für die Reaktivierung der Strecke über Kerkrade-Zentrum, Spekholzerheide sowie die Neubaustrecke Via Avantis Richtung Vetschau.

## Streckenverlauf und Abzweigungen

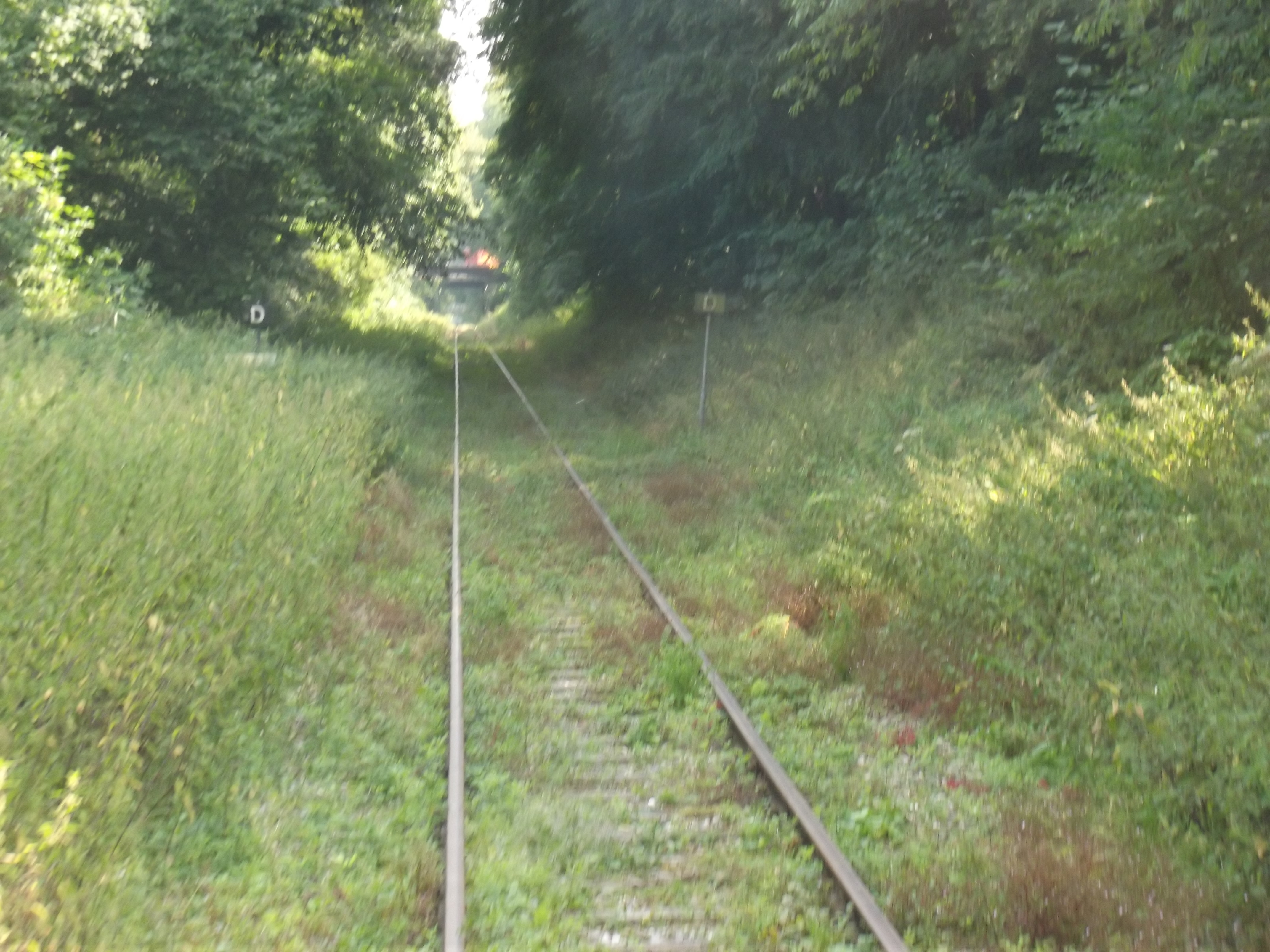
Bahnlinie zwischen Simpelveld und Vetschau (2013)

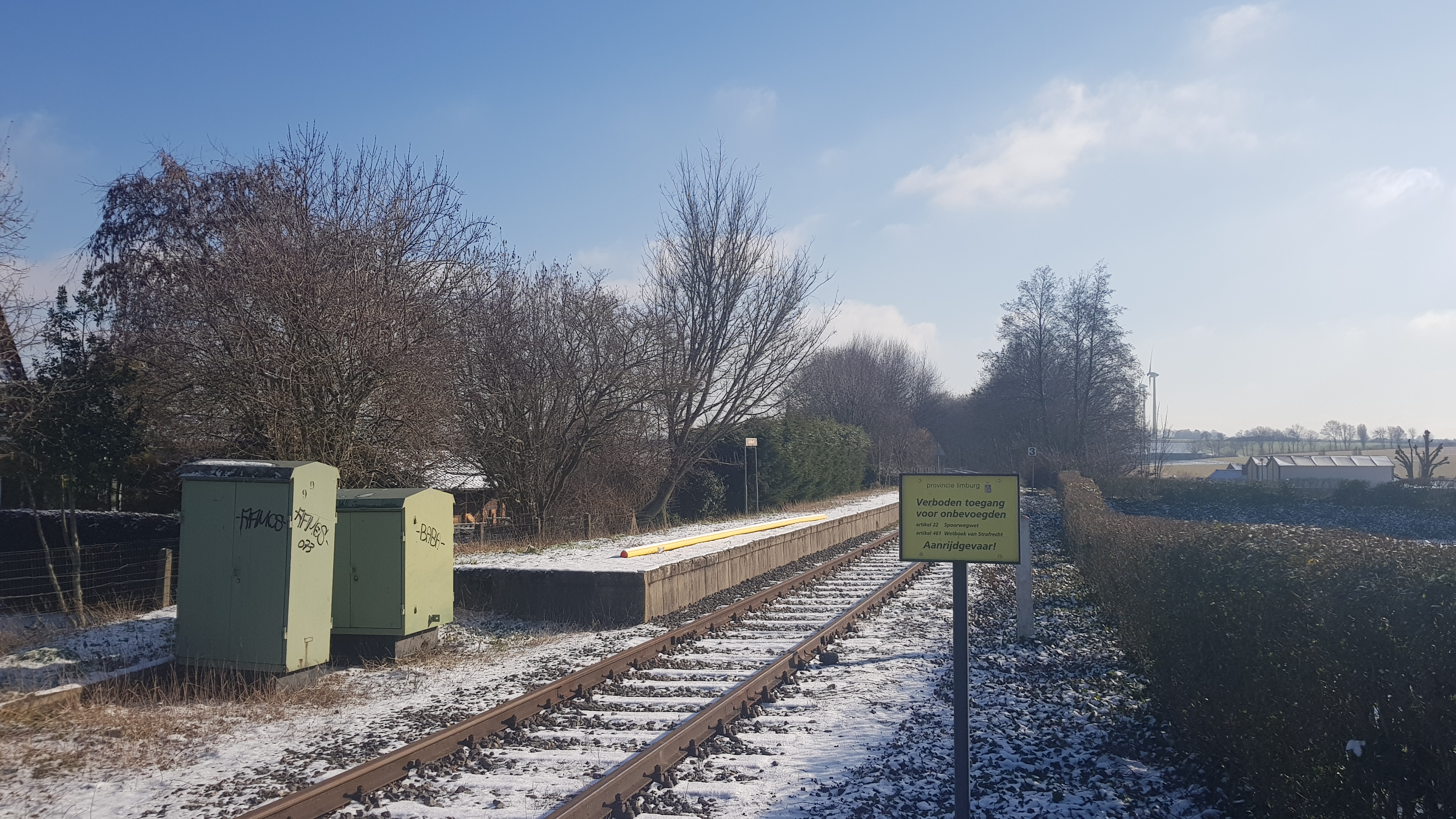
Haltepunkt Bocholtz (2021)

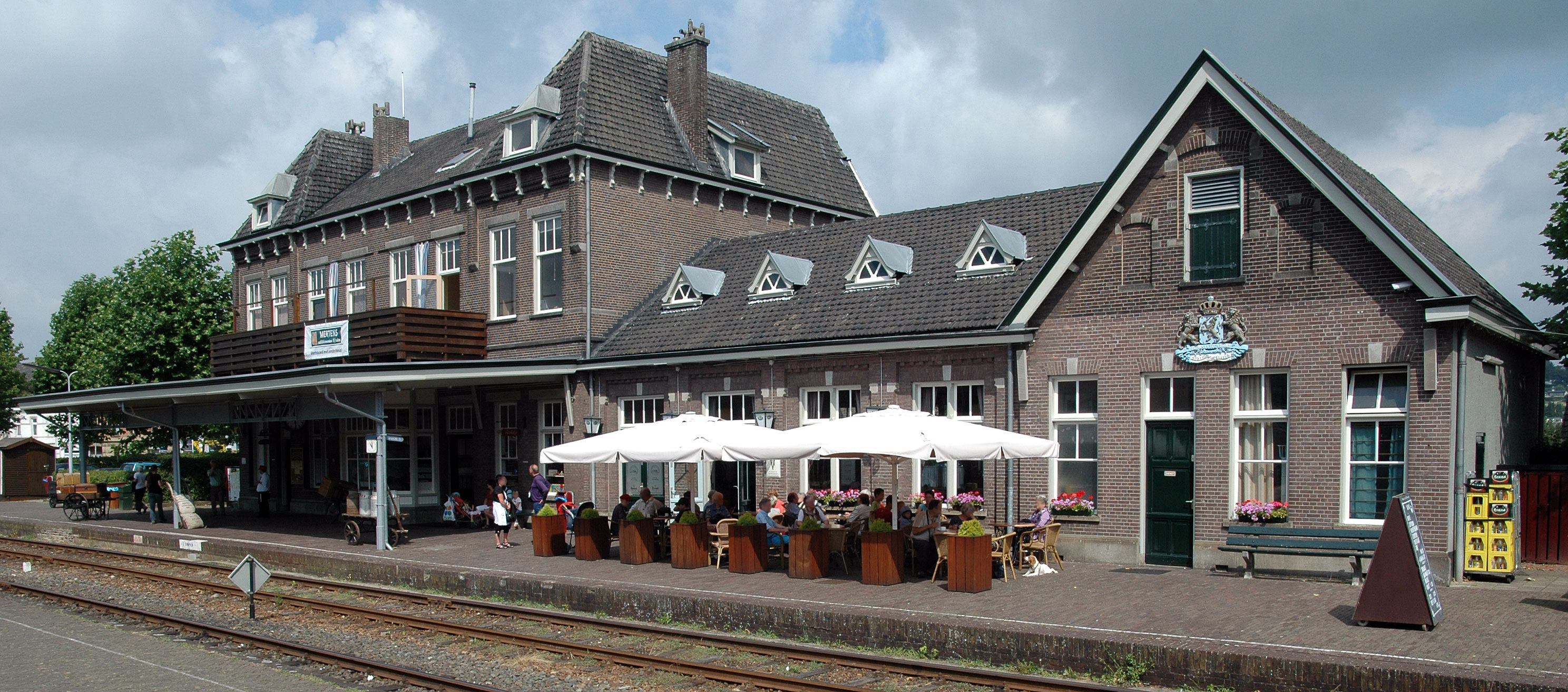
Bahnhof Simpelveld (2010)

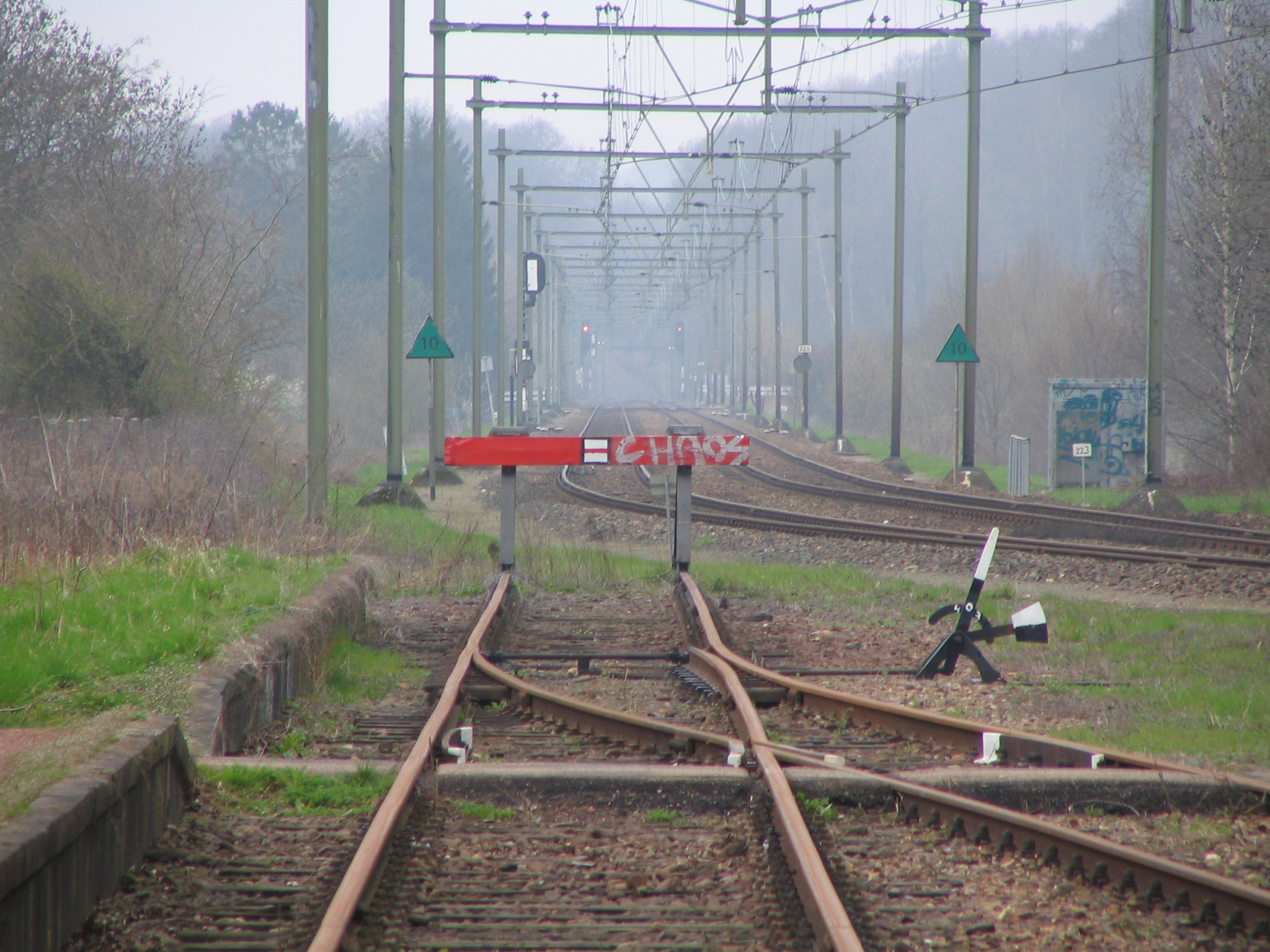
Unterbrochene Bahnstrecke am Bahnhof Schin op Geul, wurde 2007 wieder verbunden. (2006)

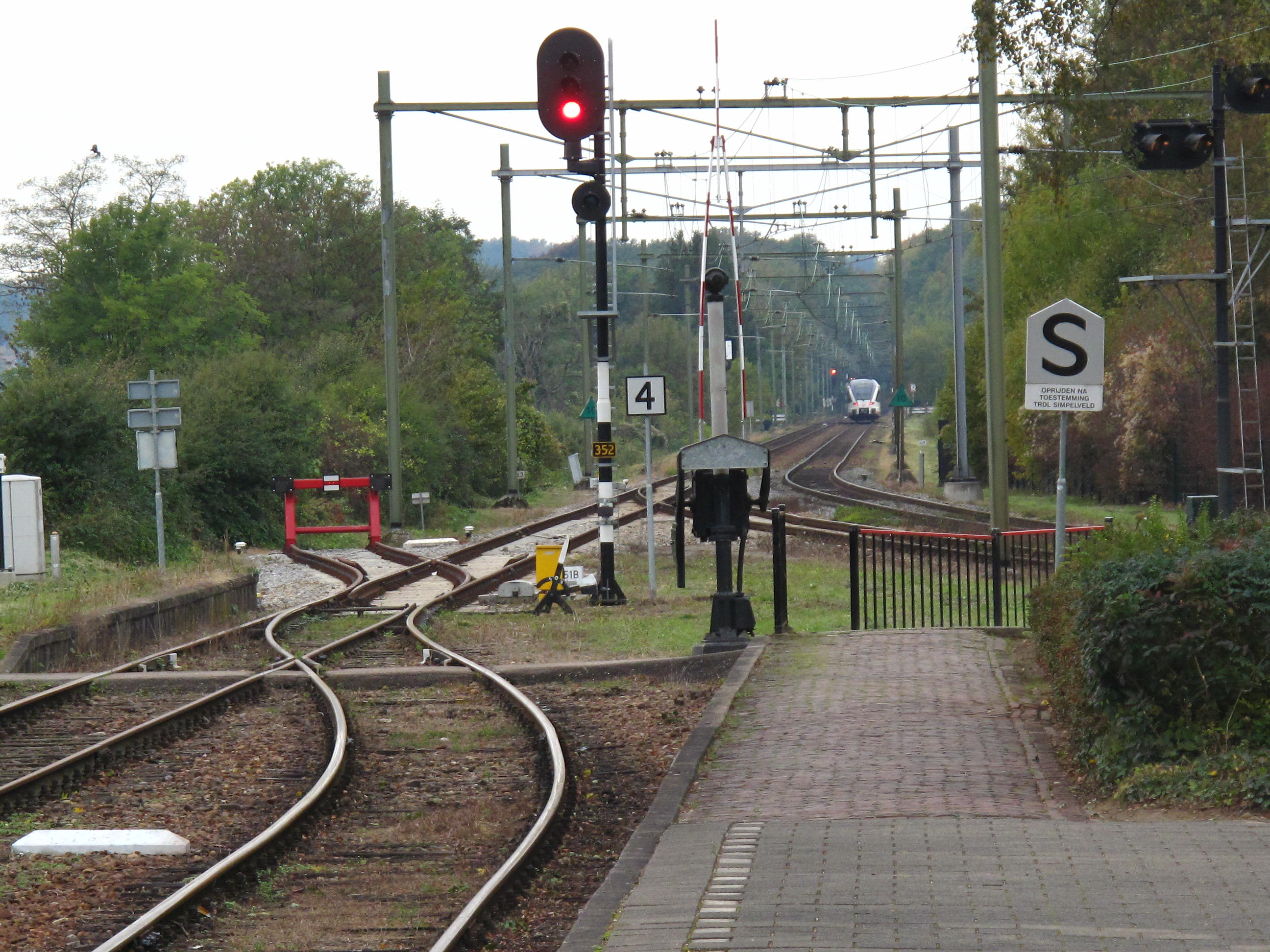
Keilbahnhof Schin op Geul (2010)

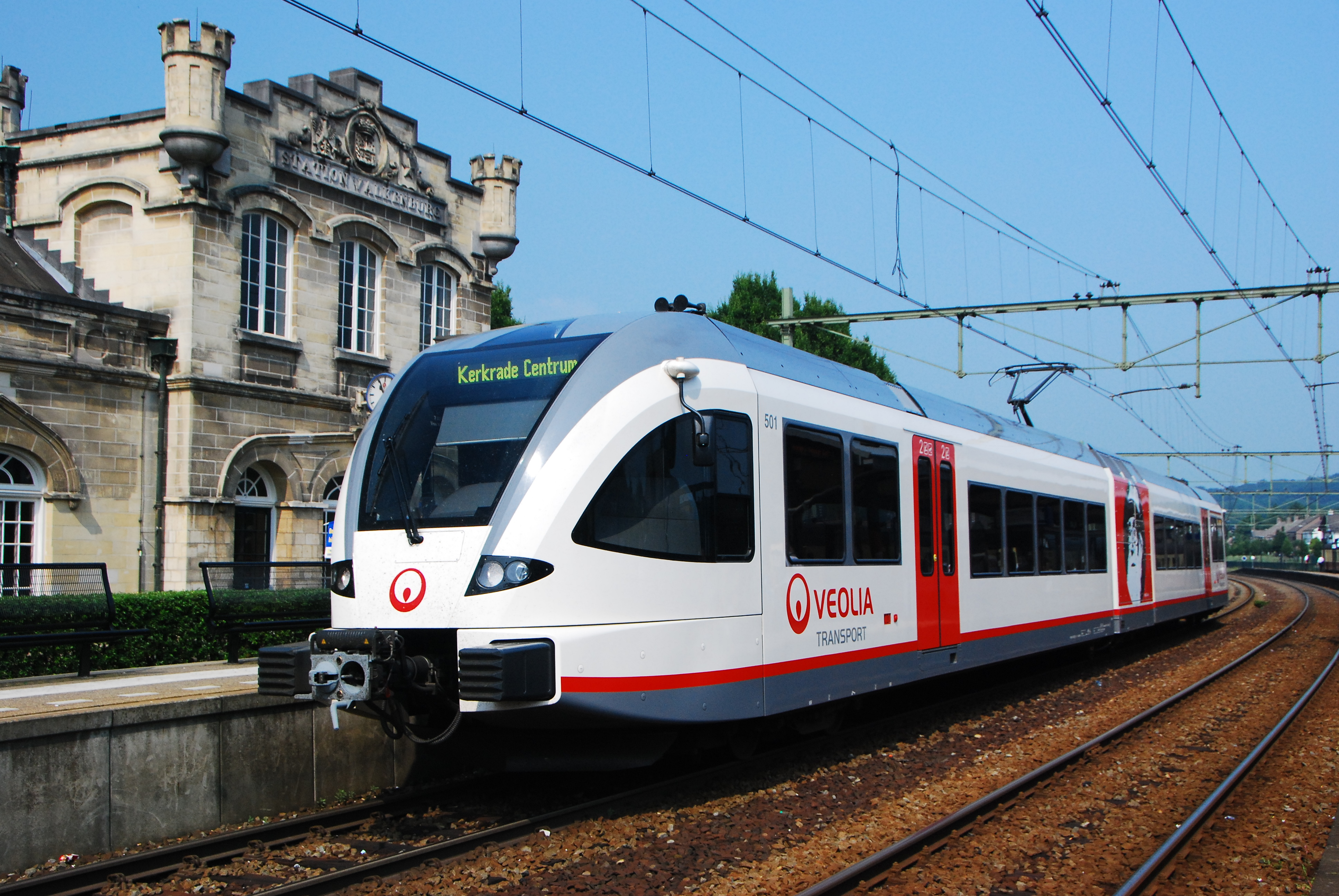
Veolia-Zug im Bahnhof Valkenburg (2009)

Zusammen mit der Aachen-Düsseldorfer Bahn, später mit der Bergisch-Märkischen Eisenbahn-Gesellschaft, teilte sich die Aachen-Maastrichter Eisenbahn-Gesellschaft die Gleise vom Aachener Hauptbahnhof, anfangs bis zur Zusammenlegung 1905 noch vom Bahnhof Marschiertor aus, bis zum Bahnhof Richterich mit der Bahnstrecke Aachen–Mönchengladbach. Hier schloss sich bereits ab dem 27. Januar 1857 ein Nebenzweig über Kohlscheid zu der Grube Kämpchen an. Ab Bahnhof Richterich verlief die Hauptstrecke dann über Vetschau bis zur dortigen Grenze, schließlich weiter über Simpelveld, Valkenburg aan de Geul und Meerssen nach Maastricht mit Weiterführung an die Linie nach Hasselt.
Zwischen Richterich und Vetschau wurde von 1903 bis 1927 ein Gleisanschluss zur Anthrazitkohle fördernden Grube Carl-Friedrich betrieben, der nach Schließung der Grube 1927 stillgelegt wurde. Ab Simpelveld kam 1871 die acht Kilometer lange Versorgungslinie zur Domaniale Mijn nach Kerkrade hinzu, von der die Bahn ihre Kohlen erhielt. Zunächst wurden die dort verkehrenden Kohlewaggons noch von Pferden gezogen, bis die Traktion 1880 auf Lokomotiven umgestellt wurde. In Simpelveld wurden dann die Kohlen auf die normalspurigen Güterwagen der Aachen-Maastrichter Bahn umgeladen. Ebenfalls ab Simpelveld wurde zehn Jahre später mit dem Bau der erst 1934 eröffneten 12,5 Kilometer langen Verbindung nach Schaesberg begonnen, die wegen ihrer enorm hohen Kosten als Millionenlinie in die Annalen einging. In Schin op Geul entstand 1914 eine Abzweigung nach Heerlen, über die bis heute die Verbindung Heerlen-Maastricht verläuft, wodurch der Bahnhof in Schin op Geul zum Keilbahnhof umfunktioniert wurde. Zwischen Schin op Geul und Maastricht ist die Strecke elektrifiziert. Außerdem wurde von Valkenburg aus zwischen 1886 und 1950 ein Verbindungsgleis zur Löwenbrauerei in Plenkert betrieben.
Wegen der notwendigen Zollformalitäten für die Grenzpendler wurde der 1858 errichtete Bahnhof Templerbend als Inselbahnhof angelegt. Auf niederländischer Seite erhielt wegen seiner anfänglichen Ablehnung der Eisenbahntrasse nicht der Grenzort Bocholtz den Zuschlag als Grenzbahnhof, sondern das einige Kilometer entfernte Simpelveld, das damit die Zuständigkeit für die dortigen Zollformalitäten erhielt.
Im Einzelnen wurden im Laufe der Zeit folgende Bahnhöfe angefahren:
- Aachen Marschiertor, 1905 mit dem Rheinischen Bahnhof zum Aachener Hauptbahnhof vereint,
- Aachen Templerbend (km 2,9), erbaut 1858, ab 1910 durch den neuen und leicht versetzten Bahnhof Aachen West ersetzt,
- Richterich (km 6,5),
- Vetschau (km 8,0), nur Haltepunkt,
- Bocholtz (km 9,1), zunächst nur Haltepunkt, von 1890 bis 1944 Bahnhof,
- Bocholtz (km 9,8), nur Haltepunkt seit 2000,
- Simpelveld (km 12,5),
- Eijs-Wittem (km 16,5), nur Haltepunkt,
- Wijlre-Gulpen; (km 18,5)
- Schin op Geul; km 22,0; anfangs nur Haltepunkt, ab 1913 Bahnhof und ab 1915 Keilbahnhof,
- Alt-Valkenburg (km 23,5), nur Haltepunkt,
- Valkenburg aan de Geul (km 25,0), ältester noch existierender Bahnhof der Niederlande
- Houthem-St. Gerlach (km 28,0), nur Haltepunkt, eingerichtet für die Wallfahrer zum nahegelegenen Kloster St. Gerlach,
- Vroenhof (km 29,5), nur Haltepunkt, diente den Bauern zum Transport ihrer Waren,
- Meerssen (km 29,9),
- Rothem (km 32,7), nur Haltepunkt, eingerichtet für die Fabrikarbeiter in Maastricht,
- Marienwarth (km 33,9), nur Haltepunkt (wie zuvor),
- Limmel (km 34,9), nur Haltepunkt (wie zuvor),
- Maastricht (km 36,5), der erste Maastrichter Bahnhof lag nicht in Maastricht selbst, sondern außerhalb der Festungsmauern im Stadtgebiet von Meerssen, und wurde erst 1915 nach Maastricht verlegt, später kreuzten sich hier noch die Linien nach Venlo und Lüttich.